# Nekrolog 1635
Nekrolog
◄◄
| ◄
| 1631
| 1632
| 1633
| 1634
| 1635 | 1636 | 1637 | 1638 | 1639 | ► | ►►
Weitere Ereignisse | Allgemeiner Nekrolog 1635
Die Beschreibung der verstorbenen Person sollte so kurz wie möglich gehalten sein und nur deren signifikante Tätigkeit(en) enthalten.
Neue Namen ggf. auch unter dem Geburts- und Sterbedatum, also etwa unter 1. Januar und im Geburts- und Sterbejahr (2024) eintragen (nur bei entsprechender großer Wichtigkeit). Für Beispiele siehe die schon vorhandenen Artikel.
Außerdem über die fünf zuletzt Verstorbenen, zu denen es einen ausreichend guten Artikel für eine Präsentation auf der Hauptseite gibt, nach der todesbedingten Überarbeitung der Artikel ggf. auch unter Wikipedia Diskussion:Hauptseite informieren und sie am besten auch in den anderen Wikipedia-Sprachversionen eintragen. Tipp: Regelmäßig bei news.google.de nach „ist tot“, „gestorben“ oder „verstorben“ suchen.
Wenn eine Person gestorben ist, gibt es viele Seiten zu dieser Person in der Wikipedia, die davon auch betroffen sind und entsprechend aktualisiert werden müssen. Beispiele: Namenübersichtsseite, Geburtsjahr, Geburtsort-Seiten und viele mehr.
Wie finde ich die betroffenen Seiten?
Im Suchfeld auf der linken Seite gibt man den Suchbegriff so ein: „Vorname Nachname“. Dann klickt man auf Volltext und alle Seiten mit entsprechendem Suchtext werden aufgerufen. Hier sieht man dann schnell, wo auch das Todesjahr Sinn macht oder sogar ein Teil des Artikels angepasst werden muss. Auch hilft das „Werkzeug“ auf der linken Seite sehr gut, um solche Seiten aufzufinden: „Links auf diese Seite“. Somit ist die Wikipedia wieder aktuell in allen Bereichen! Hinweis: bei Eintragung der Kategorie „Gestorben JAHR“ wird der Missbrauchsfilter 49 ausgelöst, was jedoch nicht schlimm ist. Siehe: Spezial:Missbrauchsfilter/49
Dies ist eine Liste von im Jahr 1635 verstorbenen bekannten Persönlichkeiten. Die Einträge erfolgen innerhalb der einzelnen Daten alphabetisch sortiert. Tiere sind im Nekrolog für Tiere zu finden.

## Januar
| Tag        | Name                            | Beruf, bekannt als                                          | Alter | Beleg |
| ---------- | ------------------------------- | ----------------------------------------------------------- | ----- | ----- |
| 3. Januar  | Daniel Halbach von der Phorten  | deutscher Mediziner                                         | 53    |       |
| 4. Januar  | Elisabeth Renata von Lothringen | Prinzessin von Lothringen, durch Heirat Herzogin von Bayern | 60    |       |
| 7. Januar  | Hans Eltrich                    | Glockengießer                                               |       |       |
| 13. Januar | David Magirus                   | deutscher Jurist und Hochschullehrer                        | 69    |       |
| 14. Januar | Heinrich Schickhardt            | deutscher Baumeister der Renaissance                        | 76    |       |
| 19. Januar | Jodokus Wagenhauer              | deutscher Weihbischof und Universitätsrektor                |       |       |
| 25. Januar | Robert Ball                     | Bürgermeister von Dublin                                    |       |       |
| 26. Januar | Michael Ayrer                   | deutscher Juwelier und Ratsherr                             | 55    |       |
| 31. Januar | Bartholomäus Gölnitz            | deutscher Rechtswissenschaftler                             | 77    |       |

## Februar
| Tag         | Name                         | Beruf, bekannt als                                            | Alter | Beleg |
| ----------- | ---------------------------- | ------------------------------------------------------------- | ----- | ----- |
| 5. Februar  | Joos de Momper               | flämischer Maler                                              |       |       |
| 16. Februar | Gonzalo Fernández de Córdoba | spanischer und kaiserlicher Feldherr im Dreißigjährigen Krieg | 49    |       |
| 19. Februar | Franco Petri Burgersdijk     | niederländischer Philosoph, Logiker und Physiker              | 44    |       |

## März
| Tag      | Name                                 | Beruf, bekannt als                                                       | Alter | Beleg |
| -------- | ------------------------------------ | ------------------------------------------------------------------------ | ----- | ----- |
| 2. März  | Pierre d’Avity                       | französischer Adliger, Offizier und Autor                                | 61    |       |
| 5. März  | Ursula von Pfalz-Veldenz-Lützelstein | Herzogin von Württemberg                                                 | 63    |       |
| 17. März | Giovanni Battista Crescenzi          | Architekt und Maler im Frühbarock in Italien und Spanien                 | 58    |       |
| 19. März | Johann Friedrich Hund von Saulheim   | deutscher Adliger, deutscher Johanniter-Großprior, Fürst von Heitersheim |       |       |
| 24. März | Heinrich Gutberleth                  | deutscher Pädagoge                                                       |       |       |
| 27. März | Christoph Simon von Thun             | Prior des Malteserordens in Ungarn und Obersthofmeister                  | 52    |       |
| 29. März | Ludwig Andreas Lemble                | pfalz-neuburgischer und württembergischer Beamter und Militär            |       |       |
| März     | Jacques Callot                       | französischer Zeichner, Graphiker, Kupferstecher und Radierer            |       |       |
| März     | Thomas Randolph                      | englischer Dichter und Dramatiker                                        | 29    |       |

## April
| Tag       | Name                      | Beruf, bekannt als                                      | Alter | Beleg |
| --------- | ------------------------- | ------------------------------------------------------- | ----- | ----- |
| 5. April  | Isaak Bader               | deutscher Baumeister                                    |       |       |
| 5. April  | Louis Lallemant           | französischer Jesuit, Priester, Mystiker und Theologe   | 56    |       |
| 9. April  | Hieronymus Schabbel       | deutscher Jurist und Syndicus der Hansestadt Lübeck     | 64    |       |
| 13. April | Fachr ad-Dīn II.          | libanesischer Fürst, Heerführer, Freiheitskämpfer       | 62    |       |
| 15. April | Ursula Meierin            | deutsch-polnische Hofmeisterin und Mätresse             |       |       |
| 18. April | Johannes Plachetius       | deutscher Arzt und Hochschullehrer                      |       |       |
| 21. April | Valentin Riemer           | deutscher Rechtswissenschaftler                         | 53    |       |
| 22. April | Roberto Ubaldini          | italienischer Bischof und Kardinal der Römischen Kirche |       |       |
| 25. April | Julius Friedrich          | Herzog von Württemberg-Weiltingen                       | 46    |       |
| 25. April | Alessandro Tassoni        | italienischer Dichter                                   | 69    |       |
| 27. April | Antonio Zapata y Cisneros | spanischer Geistlicher, sogenannter Kronkardinal        | 84    |       |
| 27. April | Wolfgang Ratke            | deutscher Didaktiker und Pädagoge                       | 63    |       |

## Mai
| Tag     | Name                 | Beruf, bekannt als                                        | Alter | Beleg |
| ------- | -------------------- | --------------------------------------------------------- | ----- | ----- |
| 17. Mai | Domenico Tintoretto  | venezianischer Maler                                      |       |       |
| 18. Mai | Levin Ludwig I. Hahn | Mitglied der Fruchtbringenden Gesellschaft                | 55    |       |
| 25. Mai | Georg Draudius       | deutscher Theologe und Bibliograph                        | 62    |       |
| 26. Mai | Jan Linsen           | holländischer Maler                                       |       |       |
| 26. Mai | Hartwig von Stiten   | Lübecker Ratsherr                                         |       |       |
| 29. Mai | Pierre Bardin        | französischer Literat und Mitglied der Académie française |       |       |

## Juni
| Tag      | Name                   | Beruf, bekannt als                                                            | Alter | Beleg |
| -------- | ---------------------- | ----------------------------------------------------------------------------- | ----- | ----- |
| 6. Juni  | Daniel Mönchmeier      | deutscher Pädagoge und evangelischer Theologe                                 | 52    |       |
| 8. Juni  | Jean-François de Sales | savoyardischer römisch-katholischer Geistlicher, Bischof von Genf             |       |       |
| 19. Juni | Adam Contzen           | deutscher Jesuit, Staatstheoretiker und Beichtvater Maximilians I. von Bayern | 64    |       |
| 23. Juni | Greta Bünichmann       | Dienstmagd und ein Opfer der Hexenprozesse in Münster                         |       |       |
| Juni     | Christian Erbach       | deutscher Organist und Komponist                                              |       |       |

## Juli
| Tag      | Name                                    | Beruf, bekannt als                                                                    | Alter | Beleg |
| -------- | --------------------------------------- | ------------------------------------------------------------------------------------- | ----- | ----- |
| 6. Juli  | Johann Philipp Cratz von Scharffenstein | schwedischer Feldmarschall                                                            |       |       |
| 13. Juli | Giulio Parigi                           | italienischer Architekt, Mathematiker, Graveur und Bühnenbildner                      | 64    |       |
| 15. Juli | Luke Fox                                | englischer Entdecker                                                                  | 48    |       |
| 17. Juli | Daniel Pareus                           | deutscher Philologe und reformierter Pädagoge                                         |       |       |
| 23. Juli | Hans Ulrich von Schaffgotsch            | kaiserlicher General und Gefolgsmann Wallensteins während des Dreißigjährigen Krieges | 39    |       |
| 30. Juli | Daniel Angelocrator                     | reformierter Theologe                                                                 | 65    |       |

## August
| Tag        | Name                             | Beruf, bekannt als                                                                                                  | Alter | Beleg |
| ---------- | -------------------------------- | --- | ----- | ----- |
| 1. August  | Georg Weissel                    | Kirchenlieddichter                                                                                                  |       |       |
| 5. August  | Jan Pieterszoon Dou              | niederländischer Mathematiker und Mathematikhistoriker                                                              |       |       |
| 6. August  | Gottfried zu Castell-Rüdenhausen | deutscher Landesherr                                                                                                | 58    |       |
| 6. August  | Joseph Mohr von Zernez           | Bischof von Chur |       |       |
| 7. August  | Friedrich Spee                   | deutscher Jesuit, Moraltheologe, Lyriker und geistlicher Schriftsteller                                             | 44    |       |
| 9. August  | Johann II.                       | Herzog von Pfalz-Zweibrücken-Veldenz und Vormund des Kurfürsten von der Pfalz                                       | 51    |       |
| 10. August | Christoph Schleupner             | deutscher lutherischer Theologe und Geistlicher                                                                     | 68    |       |
| 11. August | Melchior Goldast                 | Schweizer Humanist                                                                                                  | 57    |       |
| 16. August | Daniel Colonius der Ältere       | niederländischer reformierter Theologe                                                                              | 68    |       |
| 18. August | Heinrich Hirtzwig                | deutscher Pädagoge und Dramatiker                                                                                   |       |       |
| 24. August | Egon VIII.                       | Reichsgraf von Fürstenberg-Heiligenberg, bayerischer Generalfeldzeugmeister und Heerführer im Dreißigjährigen Krieg | 47    |       |
| 26. August | Conrad Giger                     | schweizerischer Tischler                                                                                            | 75    |       |
| 27. August | Lope de Vega                     | spanischer Dichter                                                                                                  | 72    |       |
| August     | Georg Brenck der Ältere          | Schreiner und Holzschnitzer                                                                                         |       |       |
| August     | William Lawson                   | englischer Geistlicher und Autor                                                                                    |       |       |

## September
| Tag           | Name                   | Beruf, bekannt als                                          | Alter | Beleg |
| ------------- | ---------------------- | ----------------------------------------------------------- | ----- | ----- |
| 2. September  | Johann Philipp Orth    | Bürgermeister von Heilbronn (1633–1635)                     | 53    |       |
| 6. September  | Friedrich Gerschow     | deutscher Jurist und Chronist                               |       |       |
| 6. September  | Daniel Hitzler         | deutscher evangelisch-lutherischer Theologe und Geistlicher | 60    |       |
| 6. September  | Adriaan Metius         | niederländischer Mathematiker, Landvermesser und Astronom   | 63    |       |
| 10. September | Johannes Faulhaber     | deutscher Mathematiker                                      | 55    |       |
| 10. September | Eberhard von Gemmingen | Amtmann in Würzburg, Grundherr in Bürg und Presteneck       |       |       |
| 30. September | Anna von Pappenheim    | deutsche Adlige                                             |       |       |

## Oktober
| Tag         | Name                            | Beruf, bekannt als                                                                               | Alter | Beleg |
| ----------- | ------------------------------- | ------------------------------------------------------------------------------------------------ | ----- | ----- |
| 7. Oktober  | Reinhard von Gemmingen-Hornberg | Ritter, Hofgerichtsrat und Autor                                                                 | 59    |       |
| 7. Oktober  | Philipp Schickhart              | württembergischer Pfarrer, Dekan und Prälat                                                      | 73    |       |
| 7. Oktober  | Balthasar Simon                 | deutscher Arzt                                                                                   | 44    |       |
| 10. Oktober | Johann Ulrich Steigleder        | deutscher Organist und Komponist des Frühbarock                                                  | 42    |       |
| 11. Oktober | Jost Dages                      | deutscher Goldschmied und Zeichner (Lübeck)                                                      |       |       |
| 12. Oktober | Johann Wolff                    | deutscher Politiker, Bürgermeister von Heilbronn                                                 | 40    |       |
| 18. Oktober | Jean de Schelandre              | französischer Schriftsteller                                                                     | 51    |       |
| 23. Oktober | Wilhelm Schickard               | deutscher Astronom und Mathematiker, Professor für biblische Sprachen, Astronomie und Mathematik | 43    |       |
| 26. Oktober | Peter Uffenbach                 | Frankfurter Stadtarzt                                                                            | 68    |       |
| 28. Oktober | Bartholomäus Helder             | deutscher lutherischer Kantor, Pfarrer, Kirchenlieddichter und Komponist                         |       |       |

## November
| Tag          | Name                       | Beruf, bekannt als                                           | Alter | Beleg |
| ------------ | -------------------------- | ------------------------------------------------------------ | ----- | ----- |
| 1. November  | Wilhelm Gmelin             | deutscher Geistlicher                                        | 62    |       |
| 1. November  | Johann Bernhard Gottsleben | evangelischer Geistlicher in Frohnhausen und Dillenburg      |       |       |
| 5. November  | Jobst Hermann              | Graf von Holstein-Pinneberg                                  | 42    |       |
| 12. November | Julius Wilhelm Zincgref    | deutscher Lyriker, Spruchdichter und Herausgeber             | 44    |       |
| 14. November | Thomas Parr                | Engländer, der angeblich 152 Jahre und neun Monate alt wurde | ~70   |       |
| 15. November | Georg Loth der Ältere      | deutscher Mediziner                                          | 56    |       |
| 25. November | Hermann Bartels            | Bürgermeister von Hannover                                   | 76    |       |
| 29. November | Ambrosius Schlumpf         | Schweizer Bürgermeister                                      | 62    |       |

## Dezember
| Tag          | Name                           | Beruf, bekannt als                                                                                           | Alter | Beleg |
| ------------ | ------------------------------ | --- | ----- | ----- |
| 1. Dezember  | Melchior Teschner              | deutscher Kirchenmusiker                                                                                     | 51    |       |
| 7. Dezember  | Kamiya Sōtan                   | japanischer Geschäftsmann                                                                                    | 84    |       |
| 9. Dezember  | Sophie von Sachsen             | sächsische Prinzessin aus dem Haus der albertinischen Wettiner und durch Heirat Herzogin von Pommern-Stettin | 48    |       |
| 10. Dezember | Joseph Osiander                | deutscher evangelischer Theologe                                                                             | 46    |       |
| 12. Dezember | Iwan Sulyma                    | Ataman der Kosaken in der Ukraine                                                                            |       |       |
| 13. Dezember | Heinrich II.                   | Herr zu Gera; Herr zu Lobenstein; Herr zu Ober-Kranichfeld                                                   | 63    |       |
| 19. Dezember | Albrecht von Hanau-Münzenberg  | deutscher Adliger                                                                                            | 56    |       |
| 24. Dezember | Hester Jonas                   | Hexe von Neuss                                                                                               |       |       |
| 24. Dezember | Georg Silberschlag der Jüngere | deutscher lutherischer Geistlicher                                                                           | 72    |       |
| 25. Dezember | Samuel de Champlain            | französischer Forschungsreisender und Kolonisator                                                            |       |       |

## Datum unbekannt
| Tag | Name                            | Beruf, bekannt als                                                                             | Alter | Beleg |
| --- | ------------------------------- | ---------------------------------------------------------------------------------------------- | ----- | ----- |
|     | Reza Abbasi                     | persischer Miniaturmaler und Kalligraph                                                        |       |       |
|     | Johann von Ahlefeldt            | adliger Erbherr von Gut Stendorf, Nüchel und Landrat in Holstein                               |       |       |
|     | Georg Baur                      | württembergischer Maler und Bürgermeister von Tübingen                                         | 63    |       |
|     | Andreas Bayer                   | Rechtswissenschaftler in Tübingen                                                              |       |       |
|     | Battistello Caracciolo          | italienischer Maler                                                                            |       |       |
|     | Jean-Baptiste Chassignet        | französischer Schriftsteller des Barock                                                        |       |       |
|     | Thomas Coteel                   | flämischer Kaufmann                                                                            |       |       |
|     | Johann Bernhard von Fünfkirchen | österreichischer Freiherr, Protestant, beteiligt am Prager Fenstersturz                        |       |       |
|     | Hans Philipp von Gemmingen      | Kompanieführer im Dreißigjährigen Krieg, besaß die Pfandschaft Stein und das Dorf Züttenfelden |       |       |
|     | Leonhard Haag                   | schwäbischer Zeichner und Maler                                                                | 46    |       |
|     | Niklaus Henzi                   | Schweizer evangelischer Geistlicher und Hochschullehrer                                        |       |       |
|     | Thomas James                    | englischer Seefahrer                                                                           |       |       |
|     | Christian Keifferer             | deutscher Organist und Komponist                                                               |       |       |
|     | John Mason                      | englischer Soldat und Kartograf                                                                |       |       |
|     | Nergisi                         | osmanischer Dichter                                                                            |       |       |
|     | Julius Pacius de Beriga         | italienischer Rechtsgelehrter                                                                  |       |       |
|     | Jacob Ramsler                   | württembergischer Maler                                                                        | 48    |       |
|     | Peter Riedlinger                | württembergischer Maler                                                                        |       |       |
|     | Israel Rumpler                  | württembergischer Maler                                                                        |       |       |
|     | Johan Sems                      | niederländischer Kartograf, Landvermesser und Ingenieur                                        |       |       |
|     | Jeronimus Spengler              | süddeutscher Glasmaler                                                                         |       |       |
|     | Johannes Stallmann              | Hof- und Kriegsrat und Dreißigjährigen Krieg                                                   |       |       |
|     | Georg Wagner                    | hessischer Orgelbauer                                                                          |       |       |